# Histoire des pharmacopées chinoises
La longue et riche histoire des pharmacopées chinoises est un trait singulier et illustre de la culture chinoise qui la distingue des autres grandes civilisations. Pendant plus de deux millénaires, les Chinois se sont principalement soignés en utilisant des décoctions de substances naturelles végétales, minérales ou animales dont ils ont consigné les recettes dans des pharmacopées (bencao en chinois).
La tradition des pharmacopées a commencé avec le Shennong bencao jing 神农本草经 « Le Classique de la matière médicale du Laboureur Céleste » (Ier – IIe siècles) - ouvrage resté anonyme. Elle s’est ensuite poursuivie avec Tao Hongjing 陶弘景 (456-536), maitre taoïste, qui reprit le texte du Shennong bencao, le commenta et rajouta 365 nouvelles substances médicinales, ce qui doubla le volume initial. Sous les Tang, l’empereur Tang Gaozong 唐高宗 (628-683) accepta de soutenir la Xinxiu bencao 新修本草, une version commentée de la pharmacopée de Tao Hongjing. Après une pause des publications provoquée par l'engorgement des données en raison de leur accumulation non contrôlée, la publication du Bencao gangmu (本草纲目) de Li Shizhen en 1593 est souvent considérée comme un sommet dans la tradition des pharmacopées chinoises, marquant un apogée dans la méthodologie traditionnelle de compilation et de classification des connaissances médicinales.
Dans l'histoire des bencao (pharmacopées) chinoises, les chercheurs ont distingué trois grandes traditions: la principale, la thématique et la régionale. La littérature ancienne de la médecine chinoise est immense, comme l’a montré le catalogue publié en 1819 par l’érudit japonais Tanba no Mototane, Zhongguo Yi Ji kao 中国医机考 « Investigations sur la littérature médicale chinoise » qui ne contient pas moins de 2 605 titres. Plus modestement, le présent travail répertorie environ 65 pharmacopées situées dans la tradition principale.
La très riche histoire des bencao chinoises est en contraste avec l’histoire de la pharmacognosie européenne qui, bien qu’ayant commencé comme elle, par un ouvrage qui restera un modèle de référence pendant un millénaire et demi (la Matière médicale de Dioscoride), végétera péniblement en Europe jusqu’à la Renaissance, sans connaître d'innovations. Les XVIe – XVIIe siècles seront une époque de rupture radicale avec le passé, grâce aux travaux effectués par les apothicaires qui mirent au point des techniques de distillation pour extraire les principes actifs des substances médicinales. Ces innovations techniques permirent le remplacement des plantes médicinales au contenu variable, par des médicaments ne contenant que la molécule active à dose contrôlée. C’est de ces travaux que sortirent aussi les bases de la chimie moderne avec Antoine Lavoisier.
Dans les encadrés suivants, nous donnons les pharmacopées essentielles publiées de la tradition principale des bencao, que nous avons tirées de l'Encyclopédie d'histoire et littérature chinoise, de Paul U. Unschuld, et de la List of Chinese Medical Classics ainsi que quelques exemples de pharmacopées régionales et d'ouvrages traitant des substances utilisées à la fois en thérapie et en alimentation. Nous brosserons à grands traits les phases principales de cette histoire.

## Étape de fondation (duIerau  +VIesiècle)
| Fondations |
| 1) Shennong bencao jing 神农本草经 « Le Classique de la matière médicale du Laboureur Céleste » (Ier – IIe siècles). Anonyme. 2) Nanfang caomu zhuang 南方草木狀 « Plantes et arbres du Sud » (c. 304), de Ji Han 嵇含, (263-307) une flore tropicale 3) Lei gong pao zhi lun 雷公炮炙論 (三卷), (470), « Discours sur la fabrication des substances médicinales du Grand-père Lei » (3 chap.) de Lei Xiao 雷斅 (dynasties Liu-Song) 4) Bencao jing jizhu 本草经集注 « Commentaires du classique de la matière médicinale » (du Laboureur Céleste) (vers 500) de Tao Hongjing 陶弘景 (456-536), forme courte Bencao jizhu 本草集注 |

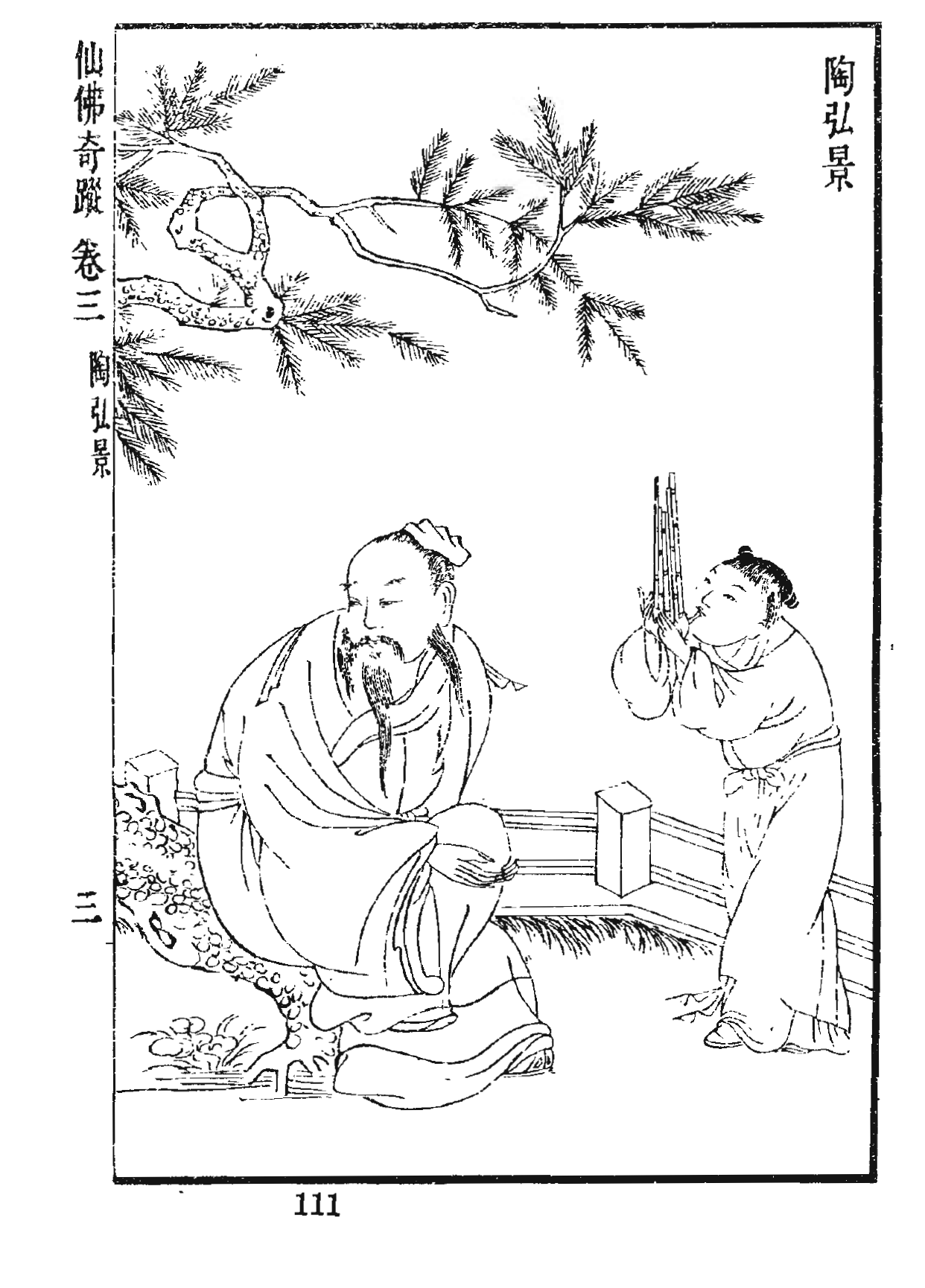
Tao Hongjing, auteur des Commentaires du Classique de la matière médicinale » (du Laboureur Céleste) Bencao jing jizhu 本草经集注.

Depuis les années 1970, des manuscrits de recettes composées de plusieurs matières médicales ont été retrouvées dans des tombes de la période Zhou 周 et du début de la période Han 汉, comme les manuscrits des tombes de Mawangdui ou plus récemment des tombes de Lao guan shan 老管山. La liste étoffée des indications thérapeutiques décrites dans ces textes témoigne d’un long développement de la thérapie pharmaceutique avant la compilation d’œuvres avec la description de propriétés de substances individuelles.
Le premier ouvrage de matières médicales de ce type est le Shennong bencao jing 神农本草经 dont les historiens évaluent la rédaction durant l'époque des deux premiers siècles de l'ère commune. Le texte est constitué d’une liste de substances naturelles à visée thérapeutique ou diététique voire religieuse, organisée en 4 chapitres (parfois 3) et 365 descriptions de drogues. Ce texte est anonyme. Trois grades de drogue en relation respectivement avec le ciel, l’homme et la terre, sont distinguées. Celles de niveaux supérieur (shang yao 上药) ne sont pas destinées à soigner une maladie déclarée mais à garder le corps en bonne santé voire pour les chercheurs d'immortalité, à prolonger la vie (pour 83 % d’entre-elles). Les drogues de grade intermédiaire (zhong yao 中药) sont destinées à contrôler une maladie ou remédier à un état d’émaciation dû à une vacuité. Les drogues de grade inférieure (xia yao 下药) sont des médicaments faits pour traiter une maladie. Ils sont toxiques à forte dose.
Durant la période allant de la fin des Han au début des Tang (de 220 à 618), l’empire Han se désagrège, en raison des guerres intestines et des invasions étrangères. Durant cette période troublée, le maître taoïste Tao Hongjing 陶弘景 (456-536) se consacre à la rédaction d’ouvrages taoïstes de commentaires des textes de l’École Shangqing mais aussi à l'étude de la matière médicale. La rédaction de traités médicaux faisait pour lui partie intégrante de son activité taoïste. Son œuvre majeure est constituée des « Commentaires du Classique de la matière médicinale » (du Laboureur Céleste) Bencao jing jizhu 本草经集注. Il rajoute 365 nouvelles matières médicales aux 365 anciennes matières. Ces 730 drogues sont classées en 1) minéraux 2) herbes 3) arbres 4) bestioles et animaux 5) légumes et fruits 6) grains. Cet ouvrage de matière médicale est devenu un modèle dont tous les auteurs de bencao vont s’inspirer mais il est aujourd'hui perdu sauf la préface.
Tao Hongjing inaugure la « tradition principale » des bencao qui sera poursuivie par les auteurs suivants jusqu’au début du XIIIe siècle. Ce mouvement se caractérise par une expansion continue du nombre de données sur la nature, l’origine, les effets thérapeutiques, et les méthodes de traitement des matières brutes des substances naturelles ou faites par l’homme.
Ce format de travail sera adopté par un nombre de plus en plus important de materia medica publiées hors de la tradition principale, qui se focalisaient sur un savoir régional, sur leur expérience personnelle, sur les substances utilisées à la fois en thérapie et en alimentation ou les substances permettant de survivre en période de famine etc.

## Début des pharmacopées impériales (Tang 唐 - Wudai 五代 618-960)
| VIIe - Xe siècle |
| 1) Xinxiu bencao 新修本草 (659) « Nouvelle révision de la matière médicale » de Su Jing 蘇敬 / 苏敬. Autres noms: Tang bencao 唐本草 « Matière médicale des Tang », Yinggong bencao 英公本草 « Matière médicale du duc de Ying » 2) Shi liao bencao 食療本草 (三卷) (713-739) « Matière médicale de la thérapie diététique » (3 chap.) de Meng Xian 孟顯 3) Bencao shi yi 本草拾遺 (739) « Suppléments de matière médicale » de Chen Cangqi 陳藏器 4) Shu bencao 蜀本草 « Matière médicale des Shu » ou Chongguang Yinggong ben cao 重广英公本草 (ca. 950) « Matière médicale re-étendue du duc de Ying » de Han Baosheng 韓保升 (Cinq dynasties 五代) |

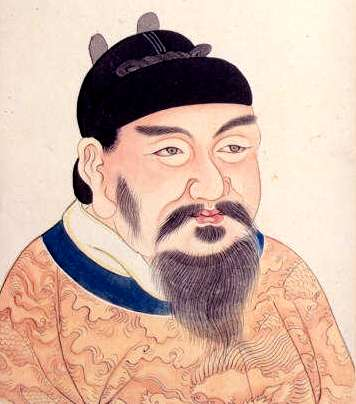
L'empereur Tang Gaozong

En 657, le haut fonctionnaire Su Jing 蘇敬 / 苏敬 présenta à l’empereur Tang Gaozong une pétition suggérant une nouvelle édition corrigée et complétée du Bencao jing jizhu 本草经集注 « Commentaires du Classique de la matière médicinale [du Laboureur Céleste] » de Tao Hongjing. Vingt deux fonctionnaires furent mobilisés pour réaliser l’œuvre qui put être publiée deux ans plus tard. Elle était intitulée Xīnxiū běncǎo 新修本草 « Nouvelle révision de la matière médicale » et comportait aussi des illustrations de couleur commentées. Ce fut la première pharmacopée commandée par un État au monde et la première pharmacopée à être illustrée par des images en couleur. Au moins depuis 1050, les illustrations et leurs commentaires sont considérées comme perdus. Et du texte sur les notices, seuls des fragments ont persistés.
L’idée de Su Jing de compiler les anciens textes de matières médicales et d’y ajouter 114 nouveaux remèdes eut un grand succès puisqu’elle fut poursuivie méthodiquement jusqu’à l'époque moderne.
Peu de temps après Su Jing, sa pharmacopée Xinxiu bencao fut reprise et complétée par Chen Cangqi 陳藏器 pour donner Bencao shi yi 本草拾遺 « Suppléments de matière médicale ». Ce fut l'œuvre pharmaceutique de référence de l'époque.
Durant le royaume des Shu postérieur 后蜀 / 後蜀 dans le Sud de la Chine, une nouvelle révision donna le Chongguang yinggong bencao 重广英公本草, généralement appelé Shu bencao 蜀本草 « Matière médicale des Shu ». Une copie manuscrite a été trouvée dans les grottes de Mogao de Dunhuang, dont il ne reste plus que des vestiges au British Museum et à la Bibliothèque nationale de France. Le Japonais Okanishi Tamito 岡西為人  a publié une édition en 10 volumes de la Xinxiu bencao.
La Chine des Tang (618-960) connut une longue période de désintégration à partir de la révolte d'An Lushan (755-763), jusqu’à la chute de la dynastie, suivie par la division de la Période des Cinq Dynasties et des Dix Royaumes 五代十國 (907-979). Ces troubles ont considérablement vidé les bibliothèques et archives impériales qui contenaient entre-autres les ouvrages de médecines.

## Le tournant naturaliste Song-Jin-Yuan 宋金元 (960-1368)
| Xe - XIVe siècle |
| 1) Kai bao bencao 开宝本草 / 開 寶本草 « La matière médicale de l’ère Kaibao » (973-974), titre court attribué ultérieurement à leur publication, à deux pharmacopées commandées par l’empereur Taizu: la Kai bao xin xiang ding bencao 開寶新詳定本草 publiée en 973, et la Kai bao zhongding bencao 開寶重定本草 publiée en 974 2) Taiping shenghui fang 太平聖惠方 « Formulaire de l’ère de Taiping Shenghui », (en 992, composé de 100 chapitres) par Wang Huaiyin 王懷隱, commandé par l’empereur Song Taizong 3) Jia you bencao 嘉祐本草 « Matière médicale de la période de règne Jia you » (1060) ou Jiā yòu bǔzhù shénnóng běncǎo 嘉祐補注神農本草 de Zhang Yuxi 掌禹錫 et al. 4) Tu jing bencao 图经本草 « Le Classique illustré de la materia medica » ou Bencao tu jing 本草图经 (1061) de Su Song 稣颂 (1020-1101) 5) Bencao bie shuo 本草别说 (1092) dont le titre complet est Zhòng guǎng bǔ zhù shénnóng běncǎo bìng tú jīng 重广补注神农本草并图经 « La Shennong bencao et le classique illustré plusieurs fois étendus, supplémentés et annotés », compilé par Chen Cheng 陈承 6) Zheng lei bencao 证类本草 / (trad.) 證類本草 « Matière médicale vérifiée et catégorisée » ou Jingshi zhenglei beiji bencao 經史證類備急本草 « Matière médicale prête à l'emploi, vérifiée et catégorisée, [avec citations des] Classiques et de l’histoire » de Tang Shenwei 唐慎微 (c. 1056-1093), non publiée de son vivant 7) Da guan bencao 大觀本草 « Matière médicale de l’ère Da guan » (1108), dont le titre entier est Jīngshǐ zhènglèi dàguān běncǎo 經史證類大觀本草 « Matière médicale [avec citations des] Classiques et l’histoire, vérifiée et catégorisée, de l’ère Da guan » (une version révisée et étendue de la Zheng lei bencao 证类本草), publiée en 1108 par les soins de Ai Sheng 艾晟 8) Zheng he bencao 整合本草 « Matière médicale de l'ère Zheng he » ou Zhenghe xinxiu jing shi zhenglei beiyong bencao 整合新修经史證类备用本草 (1116) après révision par Cao Xiaozhong 曹孝忠 et al. (traitant 1748 drogues) 9) Shao xing bencao 绍兴本草 « Matière médicale de l'ère Shao xing » dont la forme longue du titre est Shào xīng xiào dìng jīng shǐ zhèng lèi bèi jí běncǎo 紹興校定經史證類備急本草 (1159), la troisième révision de la Zheng lei bencao a été produite sous la direction de Wang Jixian 王繼先 10) Suwen xuan ji yuan bing shi 素问玄机原病式 (1186) de Liu Wansu 刘完素 / (trad.) 劉完素 (1120-1200) 11) Bencao yan yi 本草衍义 (1116) « Interprétation étendue de la matière médicale » de Kou Zongshi 寇宗奭 12) Nei wai shang bian huo lun 內外傷辨惑论 (1232) de Li Gao 李杲 (1180-1251) [livre de médecine important] 13) Yong yao fa xiang 用药法象 / (trad.) 用藥法象 « L’usage des drogues pharmaceutiques réfléchis dans les Lois [de correspondances systématiques] », de Li Gao 李杲 (1180-1251), pseudonyme Lǐ Dōngyuán 李東垣, date de composition incertaine 14) Zhenzhu nang 珍珠囊 « Le recueil de perles », dont le titre est la forme courte de Jiegu zhenzhu nang 潔古珍珠囊 (1234) « Le recueil de perles de [Zhang] Jiegu » de Zhang Yuansu 张元素 (1151-1234) dit Jiegu 潔古 15) Chongxiu zhenghe jingshi zhenglei beiyong bencao 重修政和經史證類備用本草, rédigée sous la dynastie Jin 金 (1115-1234), publiée en 1249 sous les Yuan 元, de Zhang Cunhui 張存惠 16) Tangye bencao 湯液本草 (1298) de Wang Haogu 王好古 (1200-1264) 17) Bencao yanyi buyi 本草衍义补遗 « Compléments à la Bencao yanyi » de Zhu Zhenheng 朱震亨, 1347, écrit durant la dynastie Yuan (1271-1368), pour apporter des compléments à l’ouvrage de Kou Zongshi, la Bencao Yanyi 本草衍义 |

L'empereur Song Taizu

L’empereur Song Taizu qui unifia la Chine en 960, après une période de troubles et de division, considérait que le manque de livres et de structures éducatives était la raison majeure du déclin et de la chute de la dynastie Tang. Après une longue interruption des commandes impériales de pharmacopée depuis le milieu de la période Tang, les empereurs Song reprirent les parrainages de bencao. L’intérêt personnel de l’empereur Song Taizu pour la médecine et la pharmacopée contribua à redorer la perception du métier de médecin qui avait été souvent associé à celui de sorcier et de guérisseur itinérant.
Durant la période 960-1127 de la dynastie des Song du Nord, le nombre d’ouvrages de médecine s’accroit considérablement et le nombre de drogues citées dans les bencao double. Fait remarquable observé par Miyashita, la formulation des traitements change pour la première fois. Les formulations qui associent plusieurs ingrédients (de matière médicale ayant subie une préparation) à des doses bien spécifiées étaient restées quasi-inchangés jusqu’au Xe siècle.
Durant le règne des trois premiers empereurs Song (960 à 1022), seules les bencao et les formulaires furent publiés. Puis le tournant vers des thérapies non pharmaceutiques, fut pris par le quatrième empereur Song Renzong (r. 1023-1063) qui décida de soutenir la publication d’ouvrages de thérapie par acupuncture et moxibustion. 
La période des Song-Jin-Yuan 宋金元 (960-1368) a apporté des changements culturels importants comme le développement du néo-confucianisme qui adopta quelques conceptions naturalistes du taoïsme, et un mouvement de réforme de la pharmacopée s'appuyant sur les principes naturalistes de la médecine du Huangdi nei jing. Sous la direction du savant polymathe Su Song, la Tu jing bencao (1061) a marqué une avancée significative en termes de précisions dans la description botanique des plantes médicinales et des autres substances médicinales. Dans son ouvrage zhenzhu nang 珍珠囊 « Le sac de perles », Zhang Yuansu analyse la matière médicale à la lumière du système de correspondances systématiques des wuxing  五行 et d’autres concepts de la médecine. Les médecins lettrés ont nommé sa doctrine médicale par le nom de son lieu d’origine où il a délivré son enseignement, l’école de Yishui 易水学派 Yishui xuepai.

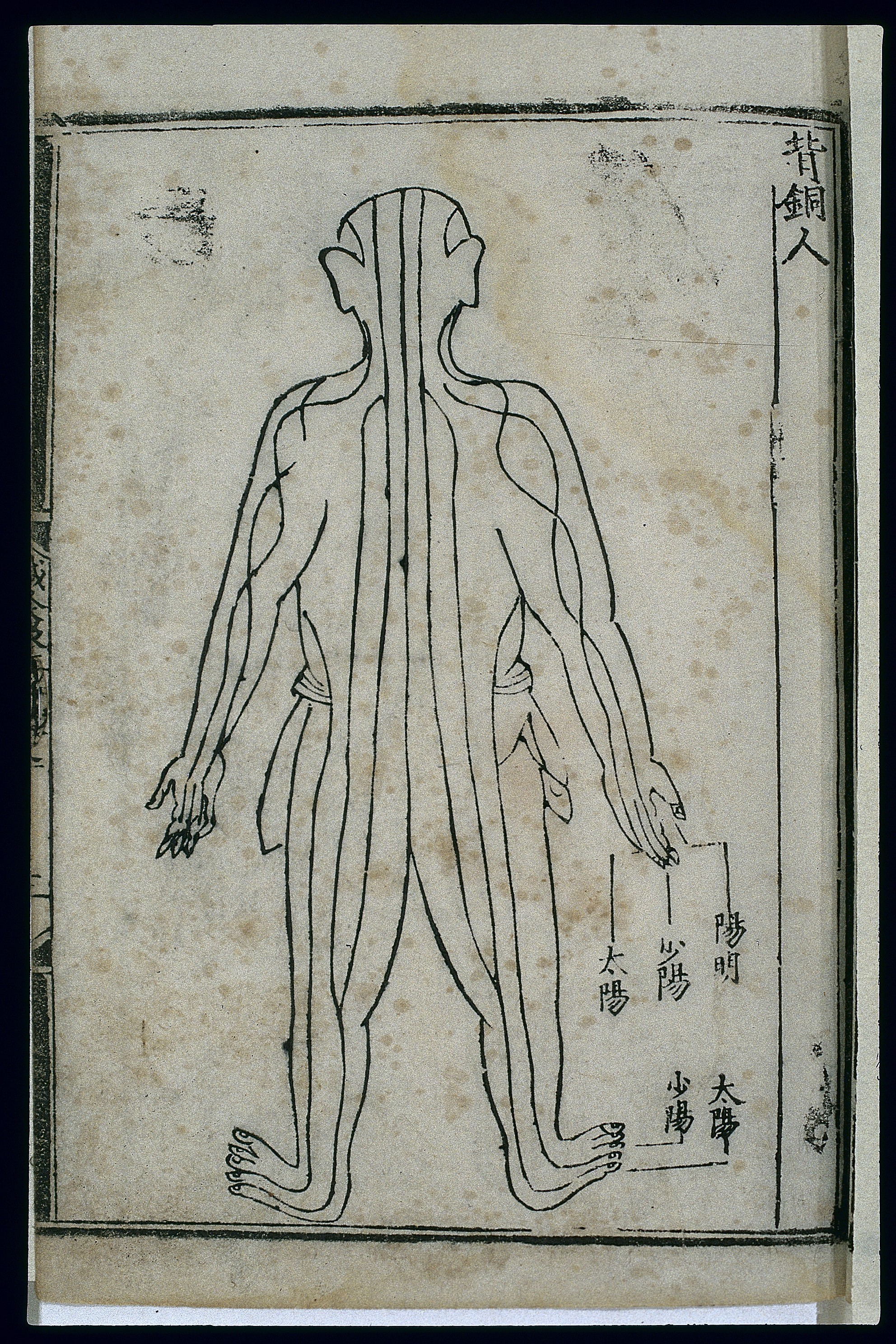
Représentation d'une figurine de bronze illustrant les méridiens. En 1026, l’empereur Renzong fit fondre une figurine humaine en bronze pour servir de référence à la localisation des points d’acupuncture

Pendant plus d'un millénaire, de la dynastie Han à la dynastie Song, les doctrines des correspondances systématiques (développée dans le Huangdi nei jing) et le savoir sur les remèdes naturels (la pharmacopée des bencao 本草) se sont développés en parallèle, avec pratiquement aucune reconnaissance mutuelle
Ce n’est qu’à partir du début du XIIe siècle, que des auteurs comme Zhang Yuansu (1151-1234) et Kou Zongshi 寇宗奭 (XIIe) puis des élèves de Zhang, comme Li Gao (1180-1251) et Wang Haogu 王好古 (1200-1264), ont ouvert la voie à l’introduction des principes explicatifs des correspondances systématiques venant du Huangdi neijing (chap. 4, 5, 10  du Suwen; chap.11 du Lingshu, etc.), dans la pharmacopée. Ils ont associé les substances pharmaceutiques avec un type de saveur et de qi 气. Et comme ces derniers sont associés avec certaines qualités yin et yang 阴阳 et avec un type de phase (Wuxing 五行), un lien possible avec les pathologies parut possible, celles-ci étant aussi définies dans les mêmes termes. Les notions de qi  et de yin yang, étaient bien pratiques pour proposer des mécanismes explicatifs du fonctionnement des drogues dans l’organisme, en supposant implicitement que ces notions avaient une base empirique solide (ce qui n’a encore jamais été établi). 
La phase créative de la pharmaceutique chinoise basée sur la doctrine des correspondances systématiques perdra son élan avec la fin de l'ère Song-Jin-Yuan. De trop nombreuses contradictions apparurent entre les propriétés prévues par la théorie et l'observation clinique.

## L'apogée des bencao durant les Ming 明 (1368-1644)
| XIVe - XVIIe siècle |
| 1) Bencao fahui 本草发挥 / 本草發揮 de Xú Yànchún 徐彥純, publié en 1384 2) Puji fang 普濟方 (1406) de Zhu Su 朱橚 3) Diannan bencao 滇南本草 (1436) de Lan Mao 蘭茂 4)** Bencao pinhui jingyao 本草品彙精要, compilation dirigée par Liu Wentai 刘文泰 et terminée en 1505, la forme complète du titre est Yu zhi bencao pinhui jingyao 御制本草品彙精要, « Matière médicale écrite sur ordre impérial, contenant des données essentielles disposées selon un ordre systématique ». Non publiée sous les Ming ni les Qing. Publiée en 1937. 5) Bencao jiyao 本草集要 « Matière médicale essentielle collectée » (1496), compilée par 王纶 Wang Lun, 8 volumes, 545 drogues 6) Bencao mengquan 本草蒙筌 (1525) de Chen Jiamo 陳嘉謨 7) Yaoxing ge kuo si bai wei 藥性歌括四百味 (1577) de Gong Yanxian 龔延賢 8) Bencao gangmu bieming lu 本草綱目別名錄 (1565) de Li Shizhen 9)** Bencao gangmu 本草纲目 (1593) de Li Shizhen 李时珍 10) Bencao yuanshi 本草原始 « La matière médicale originelle » (1612) (ou Bencao yuanshi he Leigong paozhi 本草原始合雷公炮制) par Li Zhongli 李中立 11) Qun fang pu 群芳譜 (1621) de Wang Xiangjin 王象晉 12) Paojiu dafa 炮炙大法 (1622) de Miao Xiyong 繆希雍 13) Leigong paozhi yaoxing jie 雷公炮製藥性解 (1622) de Li Shicai 雷公炮製藥性解 14）Bencao jīngshū 本草經疏 (神 農本 草經疏) 1624 par Miao Xi'yong 繆希雍（仲淳） 15) Bencao huiyan 本草汇言, titre complet Huitu bencao gangmu huiyan 绘图本草纲目汇言, 20 chapitres, 609 drogues décrites, auteur Ni Zhumo 倪朱谟, écrite en 1620, publiée en 1624. Ne contient aucune drogue venant de prescription taoïste. 16) Jianming yigou 簡明醫彀 (1629) de Sun Zhihong 孫志宏 17) Bencao cheng ya ban jie 本草乘雅半偈 (1647) de Lu Zhiyi 盧之頤 18) Bencao chongyuan 本草崇原 « Retour aux sources de la matière médicale », composée en 1625-1657 par Zhāng Zhìcōng 张志聪, et publiée sous les Qing en 1767 |

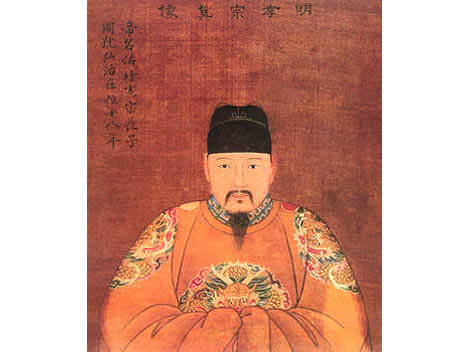
Portrait de l'empereur Xiaozong (dynastie Ming)

Portrait de Li Shizhen

La tradition principale des bencao commencée par Tao Hongjng fit une halte au XIIIe siècle, comme étouffée par l’accumulation de données incohérentes voire contradictoires à laquelle la méthode de compilation non discriminante avait abouti. Les auteurs ajoutaient des données nouvelles sans se soucier de la cohérence avec leurs prédécesseurs, sans ajouter des commentaires sur les contradictions et les erreurs passées. Le lecteur devait parcourir les données qui s’étaient accumulées au fil des dynasties comme des couches géologiques, pour pouvoir atteindre les dernières innovations.
La tradition principale des bencao fut incapable d’intégrer les nouvelles idées des auteurs de l’époque Song-Jin-Yuan. Il en résultat un arrêt des publications de materia medica à prétentions exhaustives voulant donner tout le savoir passé et présent.
Ce n’est qu’au XVIe siècle que deux auteurs introduisent une meilleure organisation des données et présentent des bencao exhaustives, tout en n'étant pas lourdement redondantes.
D’abord Yu zhi bencao pinhui jingyao 御制本草品彙精要, « Matière médicale écrite sur ordre impérial, contenant des données essentielles disposées selon un ordre systématique » publiée en 1505, de Liu Wentai 刘文泰 (dont la forme abrégée est Bencao pinhui jingyao 本草品彙精要). En 1503, Liu Wentai reçut l’ordre de l’empereur Ming Xiaozong 明孝宗 (1470-1505) de « préparer une nouvelle édition de bencao qui simplifierait la consultation ». Pour ce faire, chaque notice était divisée en 24 rubriques. L’ouvrage accompagné de superbes illustrations fut réalisé en deux ans. L’empereur mourut et l’ouvrage ne fut jamais publié. Deux siècles plus tard (en 1701), une version révisée et amendée, sans illustrations, fut préparée sur l’ordre de l’empereur Kangxi 康熙. Elle ne put être publiée qu’en 1937 par la Shanghai Commercial Press; en français une version allégée existe, dont le texte est truffé d'erreurs mais accompagné de superbes illustrations.
La seconde œuvre est le Bencao gangmu 本草纲目 de 1593 compilée par Li Shizhen (1518-1593). L’auteur y reprend le projet de Bencao pinhui jingyao mais en limitant le nombre de rubriques de chaque notice à 10 (au lieu de 24): 1) shiming 释明 philologie, dialecte local, étymologie, 2) jijie 集解 lieu d’origine, apparence,...5) xiuzhi 修治 préparation pharmaceutique 6) qiwei 气味 (氣味) qualités (qi) et saveurs, nature toxique 7) zhuzhi 主治 indications thérapeutiques principales etc.
Après 16 siècles de production de bencao, de plus en plus complexes, et traitant de plus en plus de substances médicinales (1895 en tout), l’écriture chinoise, logographique, ne permettant pas de faire de classification alphabétique, Li Shizhen propose d’organiser ces myriades de choses, du plus modeste au plus gros, allant des airs, eaux et minéraux, puis des petites aux grandes plantes, aux invertébrés, vertébrés, mammifères et finalement à l’homme. Cette classification est l’innovation principale de Li Shizhen mais ne constitue en rien une taxonomie moderne des genres naturels. Les autres apports importants de Li est de compléter les informations médicales par des données d’histoire naturelle. Elle est donc une œuvre majeure qui sera considérée comme le point culminant, l’apogée de ce qui peut être fait avec la méthode traditionnelle de compilation et de classification des connaissances médicales. Ce travail monumental a non seulement systématisé la connaissance des substances médicinales accumulées jusqu'alors, mais a également introduit de nouvelles substances et leurs applications, faisant de cet ouvrage une référence incontournable dans le domaine de la pharmacopée chinoise.
La réussite de la Bencao Gangmu a été telle que presque tous les auteurs suivants de pharmacopées se sont référés d’une manière ou d’une autre à l’œuvre de Li Shizhen. Beaucoup ont proposé des ouvrages plus maniables, et répondant mieux aux besoins des praticiens médicaux, comme la Bencao huiyan 本草汇言 (1624) de Ni Zhumo.
Mais à la fin des Ming, les limites de la méthode de construction des connaissances des bencao se font à nouveau sentir. Dans son œuvre Bencao chongyuan « Retour aux sources de la matière médicale », Zhang Zhicong reconnaît que les nouvelles règles d'interprétation établies par les médecins réformistes depuis les dynasties Song, Jin et Yuan ont rencontré des difficultés d'application et de cohérence. En réponse, il préconise un retour aux principes originaux des premiers textes médicaux. Cet effort sera poursuivit en vain sous les Qing.

## Période Qing 清 (1644-1911)
| XVIIe - XXe siècle |
| 0) Bencao hui 本草汇 / (trad.) 本草匯 « Recueil de matière médicale » (1666), compilé par Guo Peilan 郭佩兰 1) Bencao jieyao gangmu 本草擇要綱目 (1679) de Jiang Jiefan 蔣介繁祥 2) Bencao beiyao 本草備要 (1694) de Wang Ang 汪昂 3) Bencao xinbian 本草新編 (1689) de Chen Shiduo 陳士鐸 4) Benjing fengyuan 本经逢原 « Élucidation de la signification réelle du classique originel » (1695) de Zhang Lu 張璐, rééditée en 1802 et 1959 5) Bencao pinhui jingyao xuji 本草品彙精要续集, « Poursuite de la collection de la Matière médicale écrite sur ordre impérial, contenant des données essentielles disposées selon un ordre systématique » publiée 1701 6) (Yuding) Peiwenzhai guangqun fangpu (御定)佩文齋廣群芳譜 (abréviation Guangqun fangpu zh:广群芳谱) (1708) de Wang Xiangjin 王象晋 (Wang Hao 汪灝), Zhang Yishao 張逸少 (et al.) est une révision (par ajouts et suppressions) de Qun fang pu 群芳譜 (1621) de Wang Xiangjin 王象晉 (de la dynastie Ming) 7) Bencao jingjie 本草經解 (1724) (ou 本草经解要) de Ye Gui 葉桂 8) Shennong bencaojing bai zhong lu 神农本草经百种录 « Une centaine de drogues du Classique de matière médicale de Shennong », par Xu Dachun 徐大椿, publié en 1736. 9) (Yu zuan) Yizong Jinjian (御纂)医宗金鉴 (1742) « (Compilation impériale) Le Miroir d’or de la tradition médicale » compilé par Wu Qian 吳謙 (sous le règne de l’empereur Qianlong) 10) Bencao congxin 本草從新 (1757) de Wu Yiluo 吳儀洛 11) Shi'erjing bu xie wen liang yin jing yao ge 十二經補瀉溫涼引經藥歌 ( ?) 12) Depei bencao 得配本草 (1761) de Yan Xiting 嚴西亭 13) Bencao chongyuan 本草崇原 (1767) rédigé sous les Ming par Zhang Zhicong 張志聰 et révisé et publiée par Gao Shishi 高世栻 sous les Qing 14) Bencao qiuzhen 本草求真 (1769) de Huang Gongxiu 黃宮繡 15) Yaoyao fenji 要藥分劑 (1773) de Shen Jin’ao 沈金鰲 16) Bencao shu gouyuan 本草述鉤元 (1833) de Yang Shitai 楊時泰 17) Yaozheng jiyi 藥症忌宜 (1872) de Chen Sanshan 陳三山 18) Bencao sibian lu 本草思辨錄 (1904) de Zhou Yan 周岩 19) Bencao yi du 本草易讀 (1926)de Wang Ren’an 汪訒庵 |

Après l'échec du soutien impérial à la publication de bencao durant les Ming, la dynastie Qing malgré la tentative de l'empereur Kangxi, ne réussit pas à relancer les commandes étatiques.
Durant la dynastie Qing, les travaux pharmacologiques qui suivirent tentèrent souvent de conserver le format et l'approche systématique introduits par Li Shizhen. La période postérieure à Li Shizhen est caractérisée par des efforts pour intégrer les connaissances traditionnelles à la pratique médicale moderne, ainsi que par la standardisation et la globalisation de la médecine chinoise.
En 1694, Wang Ang avec sa Bencao beiyao chercha à reprendre les efforts d’explications théoriques des réformateurs de la période Song-Jin-Yuan.
Mais aussi pour répondre aux difficultés de construction des connaissances pharmaceutiques, les auteurs de bencao, comme Zhang Lu 张璐 (auteur de la Benjing fengyuan 本经逢原 1695),  Zhang Zhicong 张志聪 (auteur de la  Bencao chongyuan 本草崇原 1767) ou Xu Dachun 徐大椿 (auteur de la Shennong bencaojing bai zhong lu 神农本草经百种录 1736), en bons lettrés confucéens, adeptes du Hanxue 汉学, critiquent le néoconfucianisme et prônent un retour fidèle aux sources pharmaceutiques classiques chinoises, en particulier aux textes de la dynastie Han, pour restaurer et approfondir la compréhension des textes anciens. Xu Dachun retient principalement les drogues de grade supérieur, à l’origine destinées à prolonger la vie physique à des fins spirituelles, pour en faire de simples médicaments pour rester en bonne santé. Mais ces drogues ont été sélectionnées par des devins imprégnées de pensée magique qui n'ont reçu aucun contrôle empirique de leur efficacité, contrairement aux autres drogues dont l’efficacité pouvait avoir été testée par des médecins comme Zhang Zhongjing (150-219) qui documentaient leurs effets sur des pathologies spécifiques.
Si un retour aux sources originelles est dans la tradition philosophique du confucianisme, cette démarche est moins justifiée pour les doctrines préscientifiques comme les pharmacopées qui au contraire, doivent toujours être prêtes à être remise en cause par de nouvelles données empiriques ou de nouvelles formes d'analyse inexplorées. Une discipline scientifique ne doit pas craindre les ruptures épistémologiques mais doit accepter en permanence d’être remise en cause par des changements fondamentaux dans la manière dont ses connaissances sont construites.

## Période post-impériale
| XXe - XXIe siècle |
| 1) Zhonghua yaodian 中华药典 / (trad.) 中華藥典 (1930) « Pharmacopée chinoise » ou « Code des médicaments de Chine » marque un tournant radical dans la tradition des bencao par une conversion aux méthodes thérapeutiques occidentales. Elle comporte 676 notices de drogues, avec Liu Ruiheng 刘瑞恒 (1890-1961) comme rédacteur en chef 2) Zhonghua yaodian, di er ban 中华药典第二版, « Code des médicaments de Chine, seconde édition », publiée en 1959 à Taiwan, comporte la description de 681 médicaments, dirigée par Liu Ruiheng. Elle a été suivie de rééditions en 1980, 1995, 2000, 2006, 2011, 2018, 2019 (3) Zhonghua renmin gongheguo yaodian 中华人民共和国药典 (1953) « Pharmacopée de la République populaire de Chine », la forme courte est Zhongguo yaodian 中国药典, décrivant 531 médicaments, et avec le Ministre de la Santé publique, Li Dequan 李德全, comme rédacteur en chef 4) Zhonghua renmin gongheguo yaodian, yi jiu qi qi nian ban 中华人民共和国,一九七七年版 « Code des médicaments de la République populaire de Chine, édition de 1977 » Zhonghua bencao (中华本草) ou Chinese Herbal Medicine « Pharmacopée chinoise » Bencao jian yaofang 本草簡要方 (1938) de Zhang Zongxiang 張宗 |

La pharmacopée chinoise intitulée Zhonghua yaodian 中华药典 (1930) « Pharmacopée chinoise » marque un tournant important de la longue tradition des bencao chinoises qui entend désormais standardiser et codifier les substances médicinales utilisées en Chine comme il était fait en Occident depuis la première codification publiée en 1542 à Nuremberg. La Zhonghua yaodian marque une renonciation totale à la tradition des bencao et une conversion radicale aux méthodes thérapeutiques occidentales.
Le Zhonghua yaodian inspirera l’édition de nouvelles réglementations contraignantes sur les normes de qualité des médicaments et de leur mode de préparation, aussi bien à Taiwan (avec le  Zhonghua yaodian, di er ban 中华药典第二版, 1959, avec des rééditions régulières), qu’en Chine populaire (avec le Zhonghua renmin gongheguo yaodian 中华人民共和国药典 1953, et ses rééditions régulières).
Dans ces ouvrages l’analyse de la matière médicale et des formules traditionnelles chinoises est en partie effectuée avec les outils de la médecine moderne, apportant beaucoup plus de précisions et de rigueur comme par exemple dans la description botanique et dans les méthodes d’identification. Cependant les usages thérapeutiques traditionnels restent identiques, s'appuyant au mieux sur la pratique (par essais et erreurs) de quelques médecins traditionnels mais sans recourir à des essais cliniques randomisés en double aveugle, garantissant un minimum d’objectivité.
Commencée dans les années 1980 et publiée en plusieurs volumes jusqu'au début des années 2000, la Zhonghua Bencao 中华本草 représente une tentative moderne de documenter et de standardiser la connaissance des herbes médicinales chinoises, avec un accent particulier sur la recherche pharmacologique contemporaine. Zhonghua renmin gongheguo yaodian est une pharmacopée couvrant la médecine traditionnelle chinoise et les médecines occidentales. Elle comporte 4 volumes 
1. Médecine chinoise traditionnelle
2. Les médicaments chimiques
3. Préparations biologiques
4. Règles générales et excipients pharmaceutiques

À partir des années 2000, un groupe de travail franco-chinois a étudié une cinquantaine de plantes de la Pharmacopée chinoise afin de les inscrire à la pharmacopée française et de leur donner un statut de plantes médicinales. Ce travail a été relayé au niveau européen et une soixantaine de plantes de la pharmacopée chinoise sont maintenant inscrites à la Pharmacopée européenne.